# Arealva (ort)
Arealva är en ort i Brasilien.   Den ligger i kommunen Arealva och delstaten São Paulo, i den södra delen av landet, 700 km söder om huvudstaden Brasília. Arealva ligger 427 meter över havet och antalet invånare är 7 842.
Terrängen runt Arealva är huvudsakligen platt. Arealva ligger nere i en dal. Närmaste större samhälle är Bariri, 18,3 km öster om Arealva.
Omgivningarna runt Arealva är en mosaik av jordbruksmark och naturlig växtlighet. Runt Arealva är det ganska glesbefolkat, med 38 invånare per kvadratkilometer.